# FIFA 08
FIFA 08 (znana też jako FIFA Football 08 i FIFA Soccer 08) – gra komputerowa z serii FIFA z gatunku gier sportowych. Gra produkowana przez EA Canada została wydana przez Electronic Arts jesienią 2007. Gra jest dostępna na platformach PC, Xbox 360, PlayStation 2, Nintendo DS, PlayStation Portable, telefonach komórkowych, PlayStation 3 i N-Gage.

## Ligi
FIFA 08 zawiera 620 zespołów z 30 lig (wraz ze wszystkimi 27 ligami z FIFA 07) i ponad 15 000 graczy. Nowymi ligami są FAI League of Ireland, australijska A-League i czeska 1. Gambrinus liga. Poniższe ligi zostały dołączone do FIFA 08.

## Ścieżka dźwiękowa gry
Poniżej przedstawiona jest lista utworów dostępnych w grze:
| - !!! – „All My Heroes Are Weirdos” - Apartment – „Fall Into Place” - Art Brut – „Direct Hit” - Aterciopelados – „Paces” - Babamars - „The Core” - Bodyrox ft. Luciana – „What Planet You On?” - Bonde do Rolê – „Solta o Frango” - CAMP – „From Extremely Far Away” - Carpark North – „Human” - CéU – „Malemolência” - Cheb i Sabbah – „Toura Toura (Nav Deep Remix)” - Cansei de Ser Sexy – „Off the Hook” - Datarock – „Fa-Fa-Fa” - Digitalism – „Pogo” - Disco Ensemble – „We Might Fall Apart” - Dover – „Do Ya” - Heroes & Zeros – „Into the Light” - Ivy Queen – „Que Lloren” - Junkie XL – „Clash” - Jupiter One – „Unglued” - Kenna – „Out of Control (State of Emotion)” - k-os – „Born to Run” - La Rocca – „Sketches (20 Something Life)” - Lukas Kasha – „Love Abuse” - Madness ft. Sway and Baby Blue – „Sorry” | - Maxïmo Park – „The Unshockable” - Melody Club – „Fever Fever” - Mexican Institute of Sound – „El Microfono” - Modeselektor ft. Sasha Perera – „Silikon” - Noisettes – „Don't Give Up” - Pacha Massive – „Don't Let Go” - Peter Bjorn and John – „Young Folks” - Planet Funk – „Static” - Robyn – „Bum Like You” - Rocky Dawuni - „Wake Up the Town” - Santogold – „You Will Find a Way” - Simian Mobile Disco – „I Believe” - Superbus – „Butterfly” - Switches – „Drama Queen” - The Automatic – „Monster” - The Cat Empire – „Sly” - The Hoosiers – „Goodbye Mr A” - The Hours – „Ali in the Jungle” - The Tellers – „More” - Tigarah – „Culture, Color, Money, Beauty” - Travis – „Closer” - Tumi and the Volume – „Afrique” - Vassy – „Wanna Fly” - Wir sind Helden – „Endlich ein Grund zur Panik” - Yonderboi – „Were You Thinking of Me?” |

## Nowe możliwości
- Zostań Gwiazdą - współpraca – w tym trybie możemy grać jednym zawodnikiem w drużynie oraz założyć z kolegami spółkę, celem jest wygrać ligę i zostać gwiazdą.
- Twórz Formację tutaj możemy stworzyć formację i przypisać ją dowolnemu klubowi.
- Gra formacją w meczu towarzyskim można zagrać formacją czyli napastnicy, pomocnicy, obrońcy, oraz bramkarz
- Trening w trybie menedżerskim w trybie menedżerskim dostępna jest możliwość zaplanowania teningu.

## Okładki gry
Na każdej okładce pojawi się Ronaldinho obok piłkarzy z odpowiednich regionów.
- Niemcy: Mirosław Klose (Bayern Monachium)[7]
- Hiszpania: Sergio Ramos (Real Madryt)[7]
- Francja: Franck Ribéry (Bayern Monachium)[8]
- Meksyk i Stany Zjednoczone: Guillermo Ochoa (Club América) i Jozy Altidore (New York Red Bulls)[7]
- Polska: Euzebiusz Smolarek (Racing Santander)[7][9]
- Wielka Brytania i Australia: Wayne Rooney (Manchester United)[7]
- Austria: Andreas Ivanschitz (Panathinaikos Ateny)[6]
- Szwajcaria: Tranquillo Barnetta (Bayer 04 Leverkusen)[10]
- Rosja: Aleksandr Kierżakow (Sevilla FC)